# Morphine (chanson)
Pour les articles homonymes, voir Morphine (homonymie).
Pistes de Blood on the Dance Floor
 Blood on the Dance Floor (1) Superfly Sister (3)
Morphine est une chanson qui figure sur l'album de remix Blood on the Dance Floor (1997) de Michael Jackson. Elle n'est pas sortie en single.

## Composition
Morphine évoque les différentes phases de la dépendance à la morphine et plus généralement à la drogue ou aux médicaments. Il s'agit d'un titre brut à l'interlude mélancolique Le morceau est presque annonciateur de la propre mort du chanteur (évocation à un moment du demerol et d'une crise cardiaque).
La chanson emploie des termes violents (« He's just a bitch baby, I'm such a swine baby, A hot buzz baby ») et dénonce la drogue dans laquelle l'on peut se perdre (« I hate your race baby, You're just a liar, You make me sick baby »). Les phrases sont confuses, hachées, allant d'un sujet à l'autre, pour mettre en avant la confusion d'un drogué.
Dans l'un des passages du titre, on entend en fond sonore « You heard what the doctor said? »). Cette phrase est tirée d'un dialogue du film The Elephant Man (1980) que Michael Jackson aimait beaucoup car il disait s'identifier parfois à Joseph Merrick.

## Crédits
- Michael Jackson : chant, écriture, composition, production, arrangement
- Slash : guitare